# Florence-Nunatak
Der Florence-Nunatak (in Argentinien Nunatak Yamana, in Chile Nunatak Cedomir) ist ein markanter und 280 m hoher Nunatak im Südwesten von King George Island im Archipel der Südlichen Shetlandinseln. Er ragt etwa 3 km östlich des Kopfendes der Potter Cove auf.
Das UK Antarctic Place-Names Committee benannte ihn 1960 nach dem britischen Robbenfänger Florence, der zwischen 1876 und 1877 in den Gewässern um die Südlichen Shetlandinseln operierte. Die Überwinterung eines Teils der Mannschaft in der Potter Cove 1877 überlebte nur ein Mitglied. Argentinische Wissenschaftler benannten den Nunatak nach der Yamana, einem Transportschiff dreier argentinischer Antarktisexpeditionen in den 1950er Jahren. Namensgeber der chilenischen Benennung ist dagegen Cedomir Marangunic Damianovic (* 1937), einem Glaziologen der 26. Chilenischen Antarktisexpedition (1971–1972).